# Nordamerikansk mytologi
Nordamerikansk mytologi utgår bland annat från legender hos olika indianstammar. Nordamerika är ett område som troligen började befolkas för omkring 60 000 år sedan via förbindelsen med Sibirien, Berings sund. En stor del av området var täckt av is men när den smält blev det en stor variation i landskapet med många olika kontraster: öknar, gräsbevuxna slätter och höga berg. Indianerna i Nordamerika anpassade sig till naturen och levde efter vad den hade att ge, de var naturfolk. Detta har influerat deras olika mytologier.

## Viktigt i den nordamerikanska mytologin

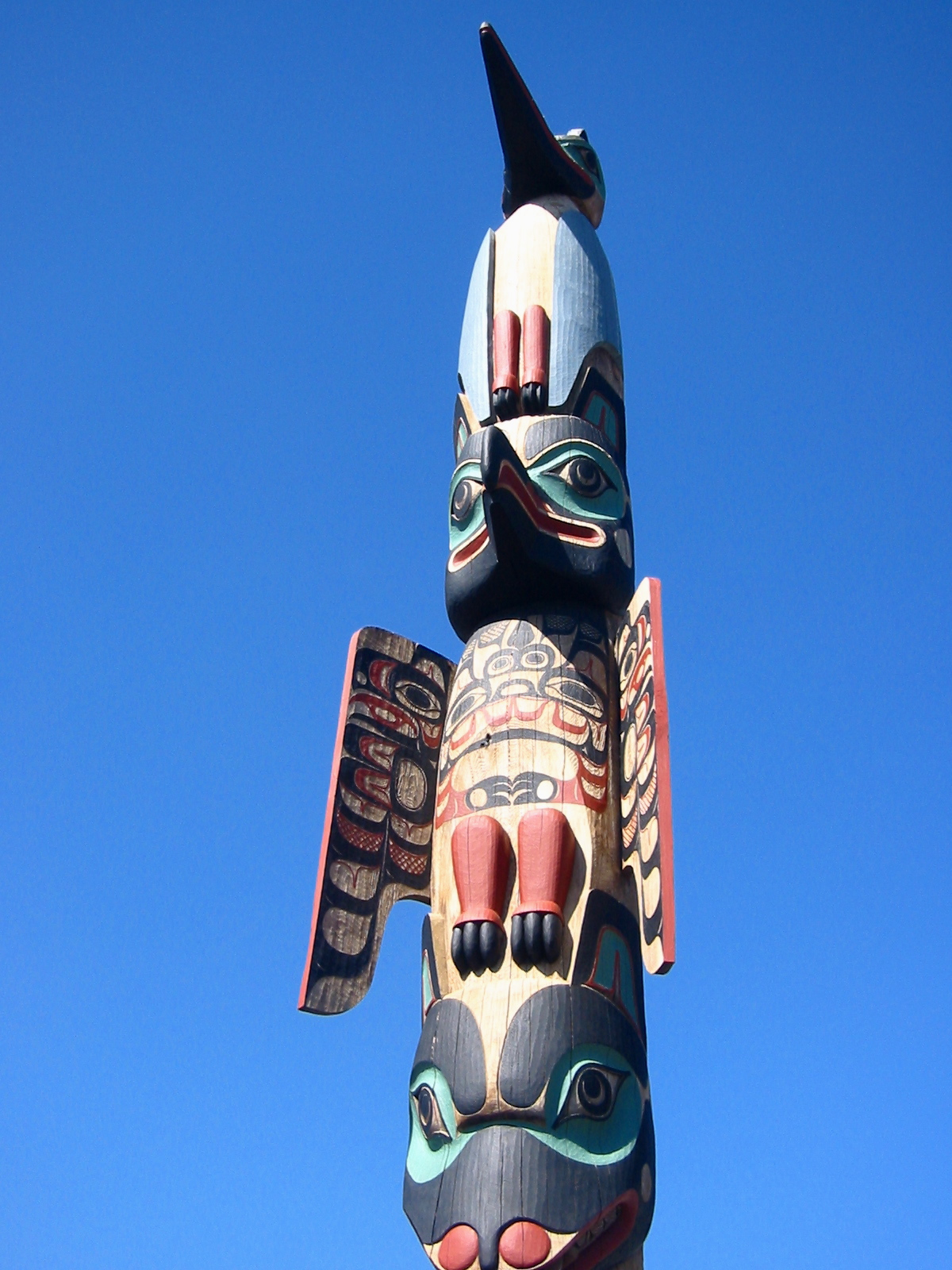
En totempåle

De mest betydelsefulla myterna andligt sett är de som berättar om gudarnas handlingar och speciellt de om universums skapelse, människornas, djurens och växternas ursprung. 
Alla indianstammarna delade tron om att allt är levande, att allt har en ande och att allt kunde agera utefter sin egen vilja. Denna typ av förståelse uppkom då människorna förstod att de inte kunde styra de mystiska, mäktiga och fruktansvärda naturkrafterna. De var rädda för naturfenomenen och bad till dem, offrade till dem och kämpade mot dem för att få beskydd. Man hoppades få ödets krafter ifall man bar amuletter, sjöng och offrade och ifall man fortsatte berätta vidare myter. 
De flesta stammarna tyckte jakt på djur var den främsta sysselsättningen. Många berättelser handlar om djur som en gång var människor, så kallade antropomorfa myter. Det finns flera djur som ofta kommer tillbaka i flera berättelser. Björnen var väldigt viktig för indianerna. I myterna gick björnen oftast på två ben och hade skelett som en människa, men utomhus bar den alltid päls. 
Ett annat viktigt djur för indianerna var korpen. Denna ansågs nämligen vara universums skapare, den ger ljus och friskt vatten och lär människorna hur de ska leva på jorden.
Den mest spridda skapelsemyten handlar om ett djur som dyker till havets botten för att hämta gyttja som kan bilda jord att gå på. Det är olika djur i de olika skapelsemyterna: anka, korp, lom, sothöna, mink, örn eller hök. Detta djur hämtar gyttja i sin mun eller näbb och gyttjan växer och bildar den jord vi går på idag.
Många av indianerna har en högsta gud eller ande. Denna gud lämnade oftast över de vardagliga sysslorna i världen till andra gudar. De flesta mytologier hade därför flera gudar som de dyrkade.
Något som var vanligt var totempålar med inristade djur på och oftast stammens totemdjur; detta skulle ge klanerna kraft. Totempålarna var symboler för status, rikedom eller ägande. Man satte oftast totempålar som minne av en gammal hövding över dennes grav. Totempålar sattes också ofta framför klanens boning för att representera ingången till en övernaturlig värld.

## Livet efter detta
Livet efter detta beskrevs ofta som en lugn och fridfull plats eftersom många stammar inte hade någon underjord eller något helvete. Efter döden färdas personen till andevärlden och stannar där och lever som han eller hon gjorde på jorden.

## Kommunicera med gudar
Shamaner och medicinmän var de enda som hade makten att kommunicera med gudarna eller andarna och detta blev man endast genom att få en ”kallelse”, alltså genomgå en religiös uppevelse och bli invigd i konstens skapelse. Personen genomgick en symbolisk död och återuppståndelse och sedan förändrades både hans mentala och fysiska kroppsbyggnad, enligt indianerna. De som inte hade alla de egenskaper som shamanen skulle ha blev endast medicinmän.

## Mytologier i olika områden

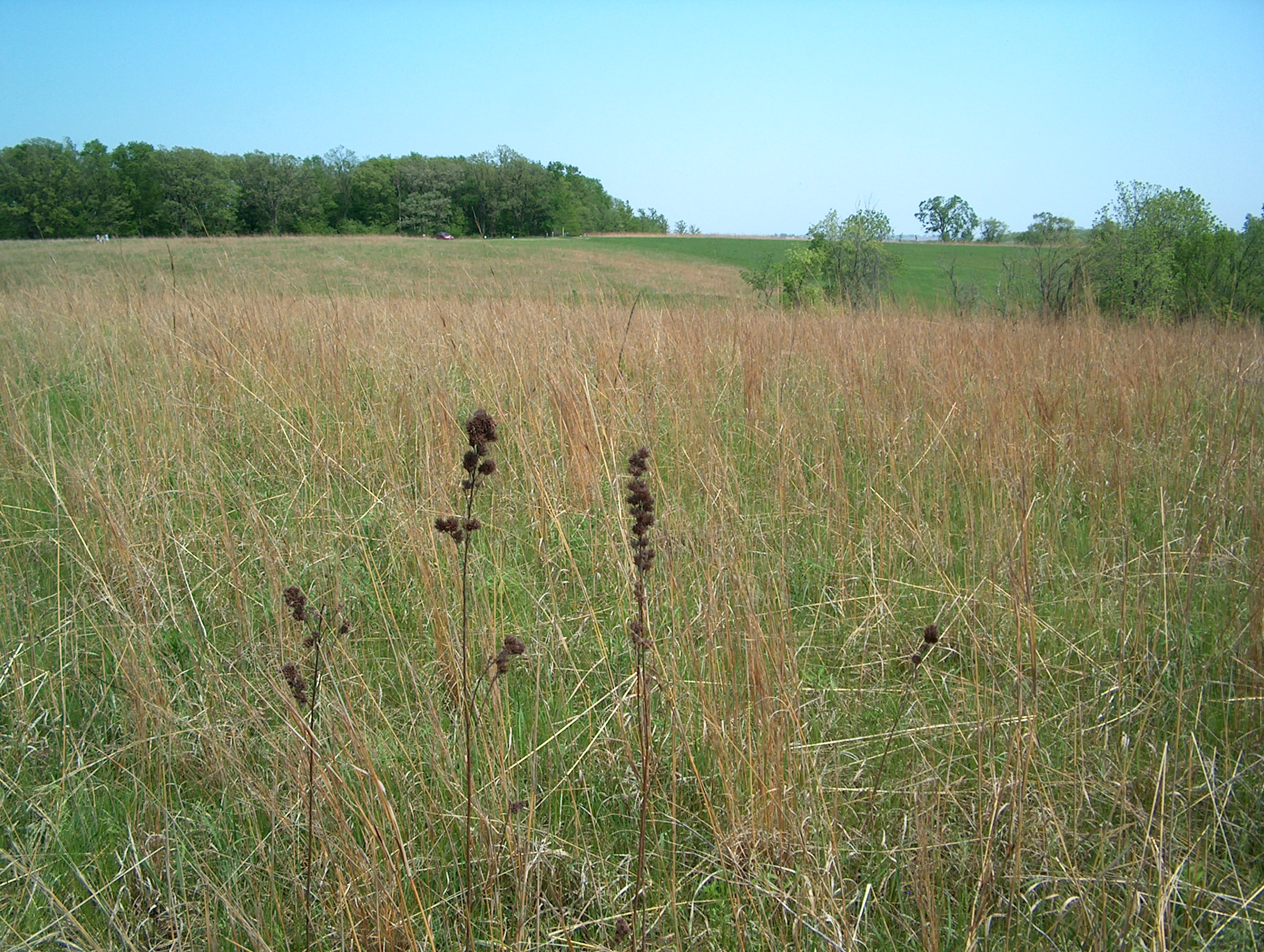
En av de många prärierna.

### Nordväst
Här levde de i stora trähus och hade riklig tillgång på föda såsom fisk och de kunde ägna mycket tid åt ceremonier. Varje klan hade ett mystiskt djur som grundare och detta var avbildat på stammarnas totempålar och konstföremål.

### Prärien
Här levde de omkringvandrande buffeljägarna efter att hästar introducerats. Här hade elementens gudar stor betydelse. Myter om djur är också framträdande i deras världsuppfattning.

### Sydväst
Indianerna i detta området bodde i fasta byar.stif 
```
De hade väldigt lika ”uppkomstmytologier” och liknande 
jordbruk
. Något viktigt för deras religionsutövning var gestaltning av mystiska andrar. Indianer som kom hit senare antog i varierande grad delar av den lokala mytologin.
[
3
]
```

### Skogslandet och sydöst
Här fanns mycket skog och floder och mytologin här berättar om skogens andar och demoner.

## Nutid
Idag finns det några yngre indianer som ser tillbaka på sin traditionella världsuppfattning för att få inspiration och identitet medan många äldre konverterat till kristendom eller andra religioner. Det har blivit svårare att leva i Nordamerika som indian efter all modernisering och nya perspektiv så antalet av dessa har minskat, vilket lett till att ett få antal indianer fortfarande utövar de gamla traditionerna.

## Fotnoter
1. ↑  Mytologi Gudar, Hjältar, Myter, Parragon Books Ltd 2005, sida 266
2. ↑  Mytologi Gudar, Hjältar, Myter, Parragon Books Ltd 2005, sida 270
3. 1 2 3 4  Prismas stora bok om mytologi, Bokförlaget Prisma 1999, sida 221